# Nagerl und Handschuh
Nagerl und Handschuh oder Die Schicksale der Familie Maxenpfutsch ist eine neue Parodie eines schon oft parodirten Stoffes in 3 Aufzügen von Johann Nestroy. Das Stück entstand 1832 und wurde am 23. März desselben Jahres als Benefizvorstellung für Nestroy erstmals aufgeführt. 
Nagerl bezeichnet im Wienerischen sowohl die Nelke als auch den Pfifferling (Eierschwammerl). Mit großer Wahrscheinlichkeit hat Nestroy hier die erste Version gewählt, als parodierendes Gegenstück zu Rose und Schuh im Originaltitel der Vorlage.

## Inhalt
Als heimlicher Bote Rampsamperls kommt Semmelschmarn in das Haus von Maxenpfutsch, wird dort von den eingebildeten Töchtern Hyacinthe und Bella als angeblicher Bettler hinausgeworfen, von Rosa aus Mitleid mit Kaffee traktiert. Rampsamperl, als Stallbursche verkleidet, erscheint ebenfalls. Er hat zwar noch keine Lust, sich zu binden, muss aber nach seines Vaters Testament entweder heiraten oder er wird enterbt. Darum lädt er die ganze Familie Maxenpfutsch zum Fest in seinen Palast ein, verliebt sich jedoch sofort in Rosa. Kappenstiefel, als Rampsamperl verkleidet, führt alle bis auf Rosa in das Schloss, Semmelschmarn versenkt Rosa in einen Zauberschlaf und bringt sie ebenfalls dorthin:
„Kind, ich bin ein mächtig Wesen, / Urtheil' nicht nach diesem Besen.
Schlummre ruhig dort nur ein, / Froh soll dein Erwachen seyn.“ (Aktus I, Scene 14)
Hyacinthe und Bella streiten, wer die größere Chance auf Rampsamperl hat. Kappenstiefel verkündet, es werde ein Wettkampf um seine Hand stattfinden. Semmelschmarn will Rosa für den Wettkampf mit Hilfe eines verzauberten Nagerls zur geistreichen Dame machen, sie wird jedoch dadurch stolz und eingebildet. Aber die Verzauberung kann nur rückgängig gemacht werden, wenn sie das Nagerl freiwillig wegwirft. Beim Wettkampf der Mädchen siegt zwar Rosa, da sie aber glaubt, jetzt Kappenstiefel heiraten zu müssen, wirft sie das Nagerl weg, lässt ihren Handschuh im Saal liegen und flieht:
„Nein, dem Tölpel ohne Gleichen / Kann die Hand ich nimmer reichen;
Es zieht liebend ja mein Sinn / Mich zu einem Andern hin.“ (Aktus II, Scene 12)
Semmelschmarn, ebenfalls in Rosa verliebt, wird von Rampsamperl gejagt, kann aber auf einem Drachen reitend entkommen. Kappenstiefel entdeckt den Töchtern und dem Vater die Täuschung, die er auf Befehl Rampsamperls durchführen musste, soll aber dafür eine der beiden heiraten. Das Los entscheidet für Bella, darum wirbt Semmelschmarn auf Drängen von Maxenpfutsch um Hyacinthe. Die beiden entdecken Rosa im Schlossgarten und wollen sie verjagen, müssen jedoch erfahren, dass ausgerechnet sie die neue Herrin werden soll. Da der gefundene Handschuh nur ihr passt, wird sie Rampsamperls Braut, worauf ihre Schwestern und der Vater sich sofort bei ihr einschmeicheln:
Maxenpfutsch: „Siehst du, mein geliebtes Kind, die guten Folgen einer strengen Erziehung? O, ich hab's immer gewußt, daß es mit dir noch eine brillante Wendung nimmt.“ (Aktus III, Scene 10)

## Werksgeschichte
Nagerl und Handschuh ist eine Parodie auf das Aschenbrödel-Motiv. Seit 1810 wurde in Wien die Feen-Oper Cendrillon von Nicolas Isouard gespielt, seit 1820 La Cenerentola von Gioachino Rossini. Der eigentliche Grund für diese Parodie war jedoch Finette Aschenbrödel oder Rose und Schuh, Zauberspiel mit Gesang und Gruppierungen von Auguste Schreiber, eigentlich Pseudonym ihres Gatten Julius Ribics, uraufgeführt am 23. April 1830 im Leopoldstädter Theater unter dem damaligen Direktor Ferdinand Raimund. Es war die Vermengung einer „lokalen Zauberposse“ mit der „poetischen“ Märchenhandlung und dies wurde das Ziel von Nestroys Parodie, die er deshalb statt Rose und Schuh als Nagerl (Nelke) und Handschuh titulierte. Neben dieser parodistischen Absicht zeichnet er in scharfer Satire ein Bild der nach Besitz und Schein gierenden Bürger seiner Zeit.
Nestroy schrieb die Parodie bereits Ende 1831 noch vor der Premiere von Der gefühlvolle Kerckermeister (7. Februar 1832), sie wurde allerdings erst am 23. März uraufgeführt. Mögliche Ursache dafür war eine Erkrankung von Direktor Carl Carl im Oktober 1831, der nach seiner Rückkehr vom Erholungsaufenthalt in Salzburg im November unbedingt wieder selbst auftreten wollte und dafür von Nestroy die Parodie auf das Ballett Adelheid von Frankreich schreiben ließ. In der Rolle des Kerkermeisters Seelengutino wurde er vom Publikum tatsächlich heftig akklamiert. Unabhängig davon legte er schon 1831 den Text für Nagerl und Handschuh der Zensurstelle zur Bewilligung vor.
Johann Nestroy spielte den Rampsamperl, Wenzel Scholz den Povernius Maxenpfutsch, Carl Carl den Kappenstiefel, Friedrich Hopp den Semmelschmarn, Ignaz Stahl den Wurler, Thekla Kneisel die Rosa, Eleonore Condorussi die Hyacinthe, Nestroys Lebensgefährtin Marie Weiler die Bella. Auf dem Theaterzettel fehlten das singende Fräulein und der Herold Pianissimo, dafür war dort Wurler angeführt. In der Neuinszenierung des Carltheaters von 1854 spielte Nestroy den Kappenstiefel, Karl Treumann den Ramsamperl (sic!), Alois Grois den Semmelschmarn und Elise Zöllner die Rosa.
Am 20. August 1832 und am 22. Mai 1854 wählte Wenzel Scholz das Stück für seine eigene Benefizvorstellung, wobei er stürmischen Beifall erhielt. Eine neuerliche erfolgreiche Aufführung erfolgte am 10. November 1855 als Benefiz für Elise Zöllner.
In Julius Ribics' Stück – in dem auch seine Gattin Auguste Schreiber mitwirkte – spielte Eleonore Condorussi die Finette Aschenbrödel.
Das Originalmanuskript Nestroys ist verschollen, eine Abschrift von fremder Hand mit der Zulassungsklausel der Zensurstelle vom 15. Dezember 1831 befindet sich in der Theatersammlung der Österreichischen Nationalbibliothek (Signatur Cth N 4b). Auf dem Titelblatt ist das ursprüngliche Lilie durchgestrichen und durch Nagerl ersetzt worden. Die Originalpartitur Adolf Müllers ist in der Musiksammlung der Wienbibliothek im Rathaus (Signatur M.H. 66) erhalten geblieben.
Das von Adolf Müller 1832 nach Motiven der Couplets arrangierte Potpourri Nagerl-Walzer für das Piano-Forte nach beliebten Motiven der Parodie Nagerl und Handschuh, Componirt von Adolph Müller, Kapellmeister (verlegt bei Anton Diabelli, Graben № 113) wurde als eines der ganz wenigen Musikstücke aus Nestroys Werken ein beliebtes Objekt für die Salonmusik der damaligen Zeit.

## Zeitgenössische Rezeption
Die Kritiken in den Theaterzeitschriften waren vorwiegend positiv und erwähnten besonders die vorzügliche Besetzungsliste.
Die Wiener Theaterzeitung von Adolf Bäuerle, auch später Nestroy stets wohlwollend gegenüberstehend, lobte am 26. März (Nr. 61, S. 242) das Benefizstück des „braven Komikers“ und ebenfalls das schon genannte Schauspielertrio:
„Von schlagender Wirkungs ist die Erscheinung der Herren Hopp, Nestroy und Scholz in modernen Damenanzügen. Noch nie ist im Theater ein so schallendes Gelächter gehört worden, als in dieser Szene, und das Hurra-Rufen nach derselben war stürmisch. […] und die Musik von Müller ist sehr anziehend.“
Am 27. März, in einer weiteren Besprechung dieser Zeitschrift wurden die Damen Condorussi und Weiler für ihre „zweckmäßige und verständige“ Darstellung der beiden Schwestern genannt und letztere auch noch für den „recht wackeren Vortrag ihrer Arie im zweiten Akte“ (Zitate).
Der Sammler vom 10. April 1832 (Nr. 43, S. 172) bestätigte, Nestroys Werk sei wesentlich besser als das Original von Schreiber/Ribics und nennt einige Darsteller extra:
„Das wirklich herrliche Kleeblatt Scholz, Carl und Nestroy stürzte den Zuschauer aus einem Lachwirbel in den anderen, welcher bei der famosen Tanzszene den Kulminationspunkt erreichte. Auch Madame Kneisel (als Rosa) war ausgezeichnet und Dlle. Weiler sang recht anmutig. Die Ausstattung war glänzend.“
Die erwähnte Tanzszene fand bei der Konkurrenz der Anwärterinnen um Ramsamperls Hand statt und wurde von den drei Protagonisten in weiblichen Ballkostümen ausgeführt. Allerdings irrte hier der Rezensent, denn nicht Herr Carl, sondern Herr Hopp war eine der „Tänzerinnen“.
Der Kritiker der Wiener Zeitschrift für Kunst, Literatur, Theater und Mode verfasste am 5. April (Nr. 41, S. 335 f.) eine ziemlich von oben herab klingende Rezension, in der er sich über das geringe Kulturverständnis des Publikums in den Vorstadttheatern Gedanken machte:
„Über diese Parodie wollen wir uns nicht weiter auslassen, indem es bei der entschiedenen Vorliebe des vorstädtischen Publikums für dergleichen Popularisierungen ernster Gegenstände sehr übel angebracht wäre, das Wesen und die Grenzen der Parodie bestimmen zu wollen. […] allein Lachen erregend ist sie, und es gab wohl keinen unter den Zuschauern, den die steife Unbehilflichkeit Hopps, die riesige Gestalt Nestroys und das kirschbraune, steinerne Gesicht Scholz', alle drei im modernsten weiblichen Ballputze, nicht wenigstens einen Augenblick aus der Fassung gebracht hätte. Freilich ärgert sich hinterher jeder, daß ihm so etwas passieren konnte, aber er hat doch gelacht.“
Im Tagebuch des k.k. Rechnungsofficiers („Oberhoflandesjägermeisteramtssekretär“) und Chronisten Matthias Franz Perth (1788–1856) schrieb dieser am 26. März 1832:
„Abends besuchte ich das Schauspielhaus an der Wien. […] Die Darstellung war höchst gelungen und Hr. Scholz als Hr. von Maxenpfutsch /: Montefiascone :/, Hr. Carl als Reitknecht /: Dandini :/, Hr. Hopp als Zauberer Semmelschmarn /: Magier :/ so wie Mad. Kneisel als Küchengretel /: Aschenbrödel :/ belustigten ungemein. Letztere zeichnete sich noch insbesondere mit Hrn. Nestroy, welcher die ihm nicht besonders zusagende Rolle des Hrn. von Rampsamperl /: Prinzen :/ gab, durch den gelungenen Vortrag eines recht artigen Quodlibets aus. Auch Dem. Weiler sang eine Bravour-Arie mit Beyfall.“

## Spätere Interpretationen
Otto Rommel reiht das Werk in der Kategorie jener Parodien ein, „die sich des Zauberapparates bedienen“ (Zitat). Dazu zählte er auch Der Zauberer Sulphurelectrimagneticophosphoratus, Der gefühlvolle Kerckermeister, Zampa der Tagdieb und Robert der Teuxel.
Helmut Ahrens merkt an, dass wie schon nach der Uraufführung des vorausgegangenen Zauberstücks „Der gefühlvolle Kerkermeister“ die Wiener Presse den Darsteller Nestroy gelobt, den Autor jedoch wesentlich kritischer gesehen habe. Nestroys Werk sei noch erfolgreicher gewesen, als das vorhergegangene Der gefühlvolle Kerkermeister. Es habe wochenlang das Theater gefüllt und sei auch immer wieder zu Neuaufführungen gekommen, solange Nestroy gelebt habe.
Der österreichische Literaturwissenschaftler Moriz Enzinger (1891–1975) nennt diese Parodie eine „Neuakzentuierung, die nicht mehr in gutmütiger Art eine Gattung aufs Korn“ (Zitat) nehme. Dem Publizisten Otto Basil (1901–1983) erscheint 
„das naiv-verworrene Stück als historisches Theaterereignis, sehen wir doch Wenzel Scholz, der, als Nestroy bei Carl eintrat, schon ein beliebter Lokalkomiker war, erstmals neben dem Dichter in einer von diesem geschaffenen Rolle auf der Bühne.“ (Zitat)
Er sieht diese Satire als solche nicht nur für ein einziges Werk (von Ribics), sondern auf den Märchenstoff ganz allgemein gemünzt. Ähnlich wie diese beiden genannten beurteilt der Literaturkritiker Otto Forst de Battaglia (1889–1965) dieses Frühwerk Nestroys, in dem er auch schon Wesenszüge der späteren Possen erkennen könne.